# Gheorghe Flutur
Gheorghe Flutur (ur. 8 lipca 1960 w Botoșanie) – rumuński polityk, inżynier leśnictwa i samorządowiec, senator, w latach 2004–2006 minister rolnictwa, w kwietniu 2022 pełniący obowiązki przewodniczącego Partii Narodowo-Liberalnej (PNL).

## Życiorys
Z wykształcenia inżynier leśnictwa, absolwent Universitatea Transilvania din Brașov z 1985. Pracował jako inżynier leśnictwa i naczelnik nadleśnictwa, a w latach 1997–2000 jako dyrektor administracji leśnej w Suczawie.
Zaangażował się w działalność polityczną w ramach Partii Narodowo-Liberalnej. W 2000 i 2004 wybierany w skład Senatu, w którym zasiadał do 2008. Od grudnia 2004 do listopada 2006 sprawował urząd ministra rolnictwa, leśnictwa i rozwoju wsi w rządzie Călina Popescu-Tăriceanu. Odszedł później do rozłamowej Partii Liberalno-Demokratycznej (PLD), następnie działał w Partii Demokratyczno-Liberalnej (PDL).
W kadencji 2008–2012 pełnił funkcję przewodniczącego rady okręgu Suczawa. W latach 2012–2016 ponownie wchodził w skład Senatu. Został w międzyczasie kolejny raz członkiem PNL (do której przyłączyła się PDL). W 2016 powrócił na urząd przewodniczącego rady okręgu Suczawa, który sprawował przed dwie kadencje do 2024. W kwietniu 2022 był pełniącym obowiązki przewodniczącego PNL. W 2024 po raz czwarty został wybrany na senatora.